# エブラーヒーム・ライースィー
- セイエド・エブラヒーム・ライースィ[1]
- エブラヒム・ライシ[2]

セイイェド・エブラーヒーム・ライースィー（ペルシア語: سید ابراهیم رئیسی [ebɾɒːˈhiːm-e ræˈiːsiː] ( 音声ファイル)、ラテン文字表記：Seyed Ebrahim Raisi、英語: Ebrahim Raisi、1960年12月14日 - 2024年5月19日）は、イランの政治家、司法関係者、イスラム教シーア派ウラマー（アーヤトッラー）。同国第8代大統領（2021年8月3日 - 2024年5月19日）。マシュハドのエマーム・レザー廟を管理する慈善団体アースターン・ゴドス・ラザヴィーの2代目守護者（最高責任者、2016年3月 - 2019年3月）。検事総長、司法府第一副長官、司法府長官を歴任した。
2024年5月19日、東アーザルバーイジャーン州ヘリコプター墜落事故により死亡。

## 司法関係者としての経歴
パフラヴィー朝時代の1960年12月14日にマシュハドに誕生。コラサン神学校を卒業した。
イラン革命後の1985年に首都テヘランの次席検事に任命されて、同地へ引っ越した。その3年後である1988年の初め頃、革命によりイランの最高指導者となったルーホッラー・ホメイニー（アヤトラ・ホメイニ師）の目にとまり、ロレスターン州、セムナーン州、ケルマーンシャー州など各州の法的問題に取り組むために、ホメイニーから特別な規定（司法から独立したもの）を授けられた。
その後もイランの司法関係者として様々な役職を歴任しており、具体的には2014年9月から2016年4月にかけて検事総長、2004年8月から2014年9月にかけては司法府第一副長官を務めていた。2019年3月に司法府長官に就任した。

## 2017年の大統領選挙

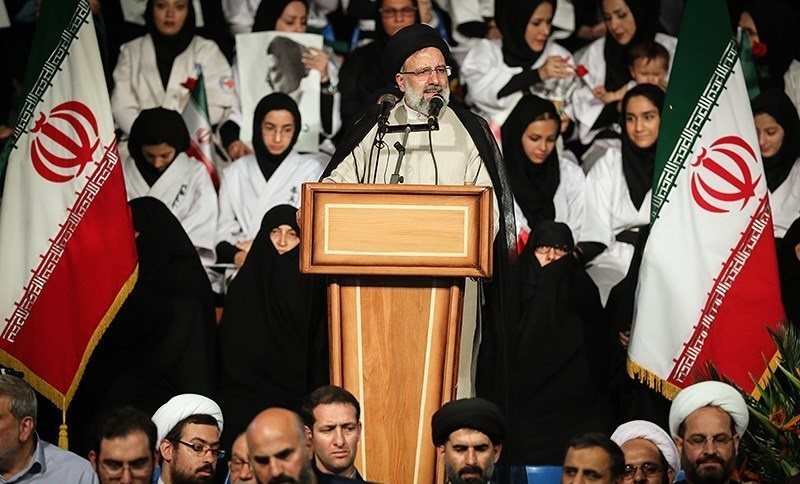
大統領候補として首都テヘランで演説するライースィー（2017年4月29日）

2017年4月6日に来たる5月の大統領選挙に出馬することを表明。その後、大統領選挙の最終登録日である4月15日までに、ライースィーや現職の大統領ハサン・ロウハーニーなどを含めた18歳から92歳の老若男女1636人が立候補する中で、4月20日、ライースィーとロウハーニー大統領を含む6人の候補者が、正式に選挙参加資格を認められた。選挙戦の終盤、ライースィーと同じ保守候補者で、テヘラン市長でもあるモハンマド・バーゲル・ガーリーバーフが大統領選を辞退すると同時にライースィーへの全面的な支持を表明し、自身を支持する有権者たちにライースィーを支持するよう働きかけた。
2017年5月19日に大統領選が行われ、翌20日にアブドッレザー・ラフマーニー・ファズリー内務大臣より開票結果が発表、開票された4122万131票の有効票のうち、ライースィーは約38.3％に相当する1578万6449票を獲得したが、現職のロウハーニー大統領が有効投票の過半数となる2354万9616票を獲得したため、決選投票にはもつれ込まず、ライースィーの落選が確定した。イランでイスラム共和制による大統領選挙が始まって以来、落選した大統領候補としては得票数、得票率ともに過去最高を記録しており、イラン大統領選史上で最も僅差で落選した大統領候補となった。これまでは、2009年の大統領選挙で落選したミールホセイン・ムーサヴィー候補が獲得した1321万6411票（得票率は約33.75%）、および2005年の大統領選挙で落選したハーシェミー・ラフサンジャーニー候補が獲得した得票率35.93%（得票数は1004万6701票）が過去最高であった。

## 2021年の大統領選挙
2020年6月の時点では2021年の大統領選挙には出馬しない意向を示していたが翻し、2021年5月に立候補届を提出。同月25日に立候補届が受理されたことが発表された。
2021年6月18日に投票が行なわれ、集計の結果、開票された2893万3004票のうちライースィーが約61.95％に相当する1792万6345票を獲得し、決選投票にもつれ込まず1回目の投票で当選が確定した。

## 大統領として

### 内政
内政においては、人権弾圧を主導したとされ、検事としての40年間に反体制派数千名を粛正し「テヘランの屠殺者」と呼ばれた。米国米国務省の	マシュー・ミラー報道官は5月20日の記者会見で、ライシ師がイラン国民の弾圧を続けてきた事実を指摘し、「彼の両手が血で汚れている現実は変わらない」と批判した

### 外交
2021年9月、就任後の初外遊先としてタジキスタンを訪れ、ドゥシャンベで開催された上海協力機構（SCO）の首脳会議にも出席したライースィーはイランの正規加盟が認められたことを受けて「SCOへの加盟で一方的な制裁に対抗できるようになる」と述べた。
妻のジャミーレ・アラモルホダー（ジャミレ・アラモルホダ）も大統領夫人として外交活動を行なうことがあり、2023年パレスチナ・イスラエル戦争では欧州40か国の首脳夫人に書簡を送って、ガザ地区の窮状を訴え、イスラエルを非難した。

### 経済
2017年、ライースィーは「抵抗経済の活性化がこの国の貧困と剥奪を終わらせる唯一の方法だと考えている」と報告した。彼は商業小売よりも農業部門の発展を支持している。
同年、彼は汚職に立ち向かい600万人の雇用を創出するために、現在国民1人当たり45万リヤルである月々の国家給付金を3倍にすると約束した。 
また、対イラン制裁について「制裁は経済的権限強化の機会とみなされるべきであり、我々は不足するのではなく自らを強化すべきである」と述べ、制裁解除の問題に関して「（選挙で）就任するすべての政府は圧政的な制裁を解除すべきであり、それは真剣に追求されなければならない。そして制裁の無力化は議題にされるべきであり、我々はそうすべきではない」と述べている。

## 選挙経歴
| 年     | 選挙の種類     | 得票数     | 得票率 | 順位 | 結果 |
| ------ | -------------- | ---------- | ------ | ---- | ---- |
| 2006年 | 専門家会議選挙 | 200,906    | 68.6%  | 1位  | 当選 |
| 2016年 | 専門家会議選挙 | 325,139    | 80.0%  | 1位  | 当選 |
| 2017年 | 大統領選挙     | 15,786,449 | 38.30% | 2位  | 落選 |
| 2021年 | 大統領選挙     | 17,926,345 | 61.95% | 1位  | 当選 |

## 墜落事故により死去
2024年5月19日、ライースィーはアゼルバイジャンを公務（ダムの開所式）で訪問した後、ホセイン・アミールアブドッラーヒヤーン外務大臣、東アーザルバーイジャーン州知事のマーレク・ラフマティー、東アーザルバーイジャーン州での最高指導者代理人のモハンマド・アリー・アーレハーシェムとともにヘリコプターに搭乗し、タブリーズに向けて出発したが、その後イラン時間（UTC+3:30）13時30分頃、一部の乗客が緊急通報を行った直後にライースィーらを乗せたヘリコプターがディズマール森林地帯に墜落した。発見された機体は黒焦げの状態であり、イラン当局は搭乗者全員の死亡を発表した。

## 私生活
ライースィーは、マシュハドの金曜礼拝導師を務めるアフマド・アラモルホダーの娘であるジャミーレ・アラモルホダーと結婚している。彼女はシャヒード・ベヘシュティー大学の准教授で、また、同大学の基礎科学工学研究所の所長でもある。夫婦の間には娘が二人いる。